# 제9SS기갑사단 호엔슈타우펜
제9SS기갑사단 호엔슈타우펜은 제2차 세계 대전 당시 동부 전선과 서부 전선, 양 전선에서 활약한 독일 무장 친위대 기갑 사단이다.

## 편성 - 동부 전선
제9 SS 기갑 사단 호엔슈타우펜은 1943년 2월 프랑스에서 자매 사단인 제10 SS 기갑 사단 프룬츠베르크와 함께 편성이 이루어졌다. 사단은 제국 노동 봉사대(RAD)를 기간으로 편성되었다. 본래 호엔슈타우펜은 기갑척탄병 사단으로 편성되었지만, 1943년 10월 기갑 사단으로 승격되었다. 편성 시 지휘관은 빌리 비트리히 SS소장이었다. 호엔슈타우펜이라는 명칭은 12세기와 13세기에 왕과 황제를 배출한 독일 왕조에서 유래한다. 보다 명확하게 말하면 1194~1250년 사이에 생존했던 프리드리히 2세를 가리키는 걸로 생각된다.
한스 후베 기갑대장의 제1 기갑군이 우크라이나 카메네츠 포돌스키 근방에서 포위되자 에리히 폰 만슈타인 원수는 제1 기갑군의 구출을 위해 호엔슈타우펜, 프룬츠베르크 양 사단의 투입을 요청했다.
1944년 3월 말, 동부에 도착한 두 사단은 제2 SS 기갑 군단 소속이 되어 타르노폴(Tarnopol) 공격에 동원되었다. 라스푸티차라 불리는 해빙으로 인해 진창으로 변한 도로에서 힘든 싸움을 치른 호엔슈타우펜은 부차치(Buchach) 근방에서 후베 기갑대장의 제1 기갑군과 조우했다. 이 전투로 호엔슈타우펜은 심각한 손실을 입었고 4월 말 재편성을 위해 후방으로 물러났다. 제2 SS 기갑 군단은 북부 우크라이나 집단군 예비 전력으로 집단군의 "소방수" 역할을 했다. 1944년 6월 6일 프랑스로 연합군이 침공해 오자 호엔슈타우펜을 포함, 제2 SS기갑 군단은 6월 12일 캉(Caen)을 수비하기 위해 노르망디로 이동했다.

## 서부 전선 - 노르망디
호엔슈타우펜은 이동하면서 연합군 전투폭격기의 방해로 인해 1944년 6월 26일이 되어서야 노르망디에 도착했다. 호엔슈타우펜은 본래 연합군의 해안 교두보를 공격할 예정이었지만 캉을 목표로 한 영국군의 공세로 인해 계획을 수정할 수밖에 없게 되었다. 제2 SS 기갑 군단은 캉 수비전으로 인해 약체화된 부대들을 지원하기 위해 대신 전선에 투입되었다. 호엔슈타우펜은 영연방군의 엡솜 작전을 저지하기 위해 7월 초까지 치열한 전투를 벌이고, 1,200여 명의 사상자를 냈다. 7월 10일, 사단은 제277 보병사단과 교체되어 후방으로 물러났다.
캉 점거를 목표로 한 영연방군의 또다른 공세가 개시되자 호엔슈타우펜은 전선으로 복귀, 약간의 전투 후인 7월 15일 호엔슈타우펜은 후방으로 다시 물러났다. 7월 23일 줄 대로 준 사단의 기갑척탄병 연대가 통합되어 호엔슈타우펜 기갑척탄병 연대가 임시 편성되었다. 사단은 굿우드 작전 동안 영연방군의 기갑 부대를 힘겹게 수비하면서 상당한 손실을 냈지만 전선을 유지하는 데는 성공했다.
영연방군의 토탈라이즈 작전 개시 후, 호엔슈타우펜은 팔레즈 포위망에서 갇힌 아군을 구출하기 위해 치열한 퇴각전을 치렀다. 팔레즈 포위환 밖으로 일짜감치 철수해 있던 사단은 좁은 탈출로를 유지하기 위해 악전고투했다. 8월 21일 노르망디 전역이 끝났고, 독일군은 센강을 도하해 프랑스 내륙으로 완전히 철수했다. 사단 작전 참모 발터 하르처 SS중령이 지휘권을 인수했다. 사단은 프랑스와 벨기에를 거친 퇴각전 동안 후위를 맡아 몇 번의 싸움을 더 치렀다. 1944년 9월 초, 피폐해질 대로 피폐해진 사단은 휴식과 재편성을 위해 네덜란드 아른험 근방으로 물러났다.
사단은 노르망디 전역으로 투입된 16,000여 명 병력 중 약 4,000~5,000명을 손실했다. 후방 제대는 거의 온전한 상황이었지만 전투 제대의 피해는 괴멸적인 수준이었다. 사단은 8월 21일 B 집단군 사령부에 전투에 투입 가능한 척탄병이 겨우 460여 명밖에 없다고 보고했다. 가용 가능한 전차는 돌격포, 구축전차 모두 합해 약 20량에 지나지 않았다. 그나마 남아 있던 전차 중 판터 8량과 4호 전차 2량이 9월 4일 제11 기갑 사단에 인계되었다.1944년 9월 초 사단의 전투력은 여단급 정도에 지나지 않았다.

## 아른험
아른험에 도착하자 사단의 재편성이 시작되었다. 잔존한 기갑 차량 대부분이 독일 본토의 정비공장으로 운송되기 위해 기차에 선적되었다. 9월 17일 일요일, 연합군의 마켓가든 작전이 개시되었고 영국 제1 공수 사단이 아른험 서쪽 오스테르베이크(Oosterbeek)에 강하했다. 위험을 감지한 제2 SS 기갑 군단장 비트리히 SS대장은 호엔슈타우펜과 프룬츠베르크에 임전태세를 취하라는 명령을 하달했다. 사단의 기갑 차량들이 기차에서 하역되었고, 정비 부대는 기갑 차량들의 궤도간격을 재조정하기 위해 미친듯이 작업했다. 사단 기갑 부대 중 오직 정찰 부대인 제9 SS 기갑수색 대대만이 구륜 및 반궤도 차량을 정수에 가깝게 보유하고 있었기에 즉시 투입이 가능했다.
비트리히 SS대장은 호엔슈타우펜에 아른험을 점거하고 중요 지물인 아른험 교량을 확보하라는 명령을 하달했다. 하르처 SS중령은 사단을 아른험에 투입했고, 그들이 로텐 토이펠(Roten Teufel = 붉은 악마)이라 부른 영군 강하병들의 강력한 저항에 부딪혔다. 파울 그레브너(Paul Gräbner) SS대위가 지휘하는 기갑수색 대대가 네이메헌(Nijmegen) 부근으로 정찰을 목적으로 투입되었다. 그레브너 SS대위는 노르망디에서의 활약으로 당일 기사십자장을 수여받았다.
기갑수색 대대가 아른험 남쪽에서 정찰을 하고 있을 무렵, 존 프로스트(John Frost) 중령의 영국 제1 공수 여단 2대대가 아른험으로 진입했고 다리 북쪽 끝에 방어 진지를 구축했다. 9월 18일 아침, 그레브너는 남쪽에서 정찰 임무를 마치고 복귀해 아른험 다리를 확보하라는 명령을 하달받았다.
그레브너의 무리한 계획은 수수께끼로 남아있지만, 확실한 건 그레브너가 다리를 탈환하거나 혹은 영국군의 방어선을 돌파해 아른험 수비에 투입된 사단 본대를 지원하려고 했다는 것이다. 어쨌든지 간에 그레브너 SS대위의 공격 시도는 처참하게 끝이 났다. 태세를 갖춘 영군 강하병들은 선두 차량 4량을 무사히 보낸 후 대전차 화기인 피아트 대전차 로켓, 화염방사기 그리고 소화기들로 공격을 개시했다. 2시간의 전투로 호엔슈타우펜 기갑수색 대대는 실질적으로 괴멸되었으며, 그로 인해 그레브너 SS대위를 포함해 약 70명이 전사했고 차량 22량이 파괴되었다. 머나먼 다리에 이 장면이 묘사되어 있다.
8일에 걸쳐 벌어진 전투에 사단은 하루도 빠짐없이 참가했으며, 프로스트 중령의 대대와 아른험 서쪽에서 전투를 치렀다. 또한 오스테르베이크 부근에서 포위된 제1 공수 사단 본대를 지속적으로 압박했다. 아른험 전투는 호엔슈타우펜의 대승이었다. 여타 독일군 부대들의 지원을 바탕으로 피폐해진 사단이 정예 영국 공수 부대를 괴멸시킨 것이다. 격렬한 전투에도 불구하고 호엔슈타우펜 및 프룬츠베르크 장병들은 포로가 된 강하병들을 정중하게 대해주었으며, 비트리히 SS대장은 소련군조차도 능가하는 붉은 악마의 끈기와 전투력에 주목했다.
마켓가든 작전의 패인이 "하필이면 아른험에 주둔한" 제9 SS기갑 사단 및 제10 SS기갑 사단 때문이라는 것이 기존 학설이었고, 영화 머나먼 다리 역시 코넬리우스 라이언의 동명 저서도 이 학설에 기초한 것이었다. 그러나 90년대 이후 새롭게 제기된 학설은 당시 제9 SS기갑 사단 및 제10 SS기갑 사단의 전력은 이름만 기갑사단일 뿐 전차는 거의 보유하지 않았으며, 앞서 언급된 그레브너 SS대위의 기갑수색 대대가 가용한 기갑 전력의 거의 전부였다는 사실이 밝혀졌다. 아울러 이 무렵 두 사단의 병력은 합쳐도 1개 사단에 미치지 못하는 수준이었다는 것이다. 아울러 마켓가든 작전의 실패 책임을 이 두 사단으로 돌려서 영국군이 저지른 실책과 제1 공수 사단의 사실상 전멸에 대한 책임을 모면하려는 것이라고 주장하기도 한다.

## 재편성 - 아르덴느 공세
아른험 전투 후, 호엔슈타우펜은 휴식과 재편성을 위해 파더보른(Paderborn)으로 이동했다. 1944년 12월 12일 사단은 남쪽으로 이동해 문스터라이펠(Munstereifel)에 도착했다. 아르덴느 공세를 위해 요제프 디트리히 SS상급대장의 제6 SS 기갑군의 예비 전력으로 배치되었다. 제6 SS 기갑군은 생 비트-비엘살(St. Vith - Vielsalm)을 포함한 북쪽 방면의 공격을 맡았다. 당초 사단 예하 수색부대 및 포병 부대만이 전투에 투입될 예정이었지만 21일에는 사단 전체가 투입되었다.
북쪽에서 공세가 지연되자 사단은 바스토뉴(Bastogne) 공격을 지원하기 위해 남쪽 방면으로 이동했다. 호엔슈타우펜은 바스토뉴 근방에서 전투에 돌입했고, 미군의 수비망에 엄청난 사상자를 냈다. 뿐만 아니라 연합군의 전투폭격기들의 끊임없는 공격으로 중장비까지 대량으로 손실했다. 1945년 1월 7일, 히틀러는 작전을 취소했고 롱샹프(Longchamps) 부근에 모든 전력을 집중시키라는 명령을 내렸다. 사단은 남쪽에 있는 제5 기갑군과의 통신선을 유지하면서 이 지역에 수비선을 구축했다.

## 헝가리 - 경칩 작전
1945년 1월 남은 기간 동안, 호엔슈타우펜은 독일 본토로 철수하기 위해 퇴각전을 치렀다. 같은 달 말, 사단은 재편성을 위해 카우펜하임-마이엔(Kaufenheim-Mayen) 지구로 이동했다.
2월 말, 사단은 재편성된 요제프 디트리히 SS상급대장의 제6 SS 기갑군에 배속되어 헝가리로 이동했다. 사단은 투입된 SS의 주력 기갑 부대들과 함께 루마니아 유전 지대 확보와 소련군에 의해 부다페스트에서 포위된 부대들의 구출을 목적으로 벌러톤호 부근을 목표로 한 경칩 작전(Frühlingserwachen)에 참가했다.
1945년 3월 6일, 끔찍한 지면 상태에도 불구하고 공격은 순조로웠다. 도로 상태 때문에 사단은 공격 개시 당시 목표 지점에 도착하지도 못한 상태였다. 진창길과 소련군의 강력한 저항이라는 조합에 공세는 좌절되었고, 3월 16일 소련군의 역공세로 제6 SS 기갑군이 분단될 위험에 처하게 되었다. 호엔슈타우펜은 소련군의 포위망을 벗어나기 위해 분투했으며, 4월 6일 누더기가 된 사단의 잔존병들이 포위망을 돌파했다.
5월 1일, 피폐해질 대로 피폐해진 사단은 서쪽으로 이동해 슈타이르-암슈테텐(Steyr-Amstetten) 지구에 도착했다. 미군의 진격을 저지하라는 강제력이 없는 명령이 하달되었다. 하지만 독일과 서방 연합국 사이에 교섭이 진행되고 있었기에 유혈은 없었다. 1945년 5월 8일, 사단의 잔존병들은 미군에게 항복했다.

## 지휘관과 부대 구성
- 기사십자장 수훈자:
- 사단 구성원: 독일인

### 사단명의 변천
- 9 SS 기갑척탄병 사단(SS-Panzergrenadier-Division Hohenstaufen) 1943년 2월 - 1943년 3월
- 9 SS 기갑척탄병 호엔슈타우펜(SS-Panzergrenadier-Division Hohenstaufen) 1943년 3월 - 1943년 10월
- SS 기갑 사단 호엔슈타우펜(SS-Panzer-Division Hohenstaufen) 1943년 10월
- 9 SS 기갑 사단 호엔슈타우펜( 9. SS-Panzer-Division Hohenstaufen) 1943년 10월 - 1945년 5월

### 역대 지휘관
| 이름                   | 계급       | 임기시작         | 임기종료         |
| ---------------------- | ---------- | ---------------- | ---------------- |
| 빌헬름 비트리히        | SS대장     | 1943년 2월 15일  | 1944년 6월 29일  |
| 질베스터 슈타들러      | SS소장     | 1943년 6월 29일  | 1944년 7월 10일  |
| 토마스 뮐러            | SS상급대령 | 1944년 7월 10일  | 1944년 7월 31일  |
| 프리드리히 빌헬름 보크 | SS소장     | 1944년 7월 31일  | 1944년 8월 29일  |
| 발터 하르처            | SS대령     | 1944년 8월 29일  | 1944년 10월 10일 |
| 질베스터 슈타들러      | SS소장     | 1944년 10월 10일 | 1945년 5월 8일   |

### 작전 지역
- 1943년 2월 - 1944년 3월 프랑스
- 1944년 3월 - 1944년 4월 소련 (남부 전선)
- 1944년 4월 - 1944년 7월 프랑스
- 1944년 8월 - 1944년 10월 벨기에 및 네덜란드
- 1944년 10월 - 1944년 12월 서부 독일
- 1944년 12월 - 1945년 1월 아르덴느
- 1945년 1월 - 1945년 2월 서부 독일
- 1945년 2월 - 1945년 3월 헝가리
- 1945년 3월 - 1945년 5월 오스트리아

### 병력 상황
- 1943년 12월 19,611명
- 1944년 6월 15,898명
- 1944년 12월 19,000명

### 전투서열
9 SS 기갑 사단 호엔슈타우펜(1943년 10월 - 1945년 5월)
- 9 SS 기갑 연대
- 19 SS 기갑척탄병 연대
- 20 SS 기갑척탄병 연대
- 9 SS 기갑포병 연대
- 9 SS 기갑수색 대대
- 9 SS 전차구축 대대
- 9 SS 기갑대공 대대
- 9 SS 기갑공병 대대
- 9 SS 야전보충 대대
- 9 SS 기갑통신 대대
- 9 SS 보급수송대
- 9 SS 제빵 중대
- 9 SS 도축 중대
- 9 SS 사단 행정 중대
- 9 SS 위생 중대
- 9 SS 구급차 중대
- 9 SS 야전우편국

## 같이 보기
- 무장친위대의 부대 목록

## 참고 문헌
- 코넬리우스 라이언 - 《머나먼 다리》 (A Bridge Too Far)

- Herbert Fürbringer - 9 SS Panzer Division: Hohenstaufen
- Wilhelm Tieke - In the Firestorm of the Last Years of the War
- Hans Wijers - Memories of the fight in the Ardennes 1944/45: The battle for Grand-Halleux, Vielsalm, Bra and Vilettes